# Stella (Ligurien)
Stella (im Ligurischen: Steja) ist eine italienische Gemeinde mit 2967 Einwohnern (Stand 31. Dezember 2023) in der Region Ligurien. Politisch gehört sie zu der Provinz Savona. Der Kernort Stella San Giovanni ist zudem Geburtsort des siebten Präsidenten der Italienischen Republik, Sandro Pertini.

## Geographie
Stella liegt im Ligurischen Apennin, am Oberlauf des Flusses Sansobbia. Die Gemeinde gehört zu der Comunità Montana del Giovo und bildet mit ihrem Territorium einen Teil des Naturparks Beigua. Es gibt insgesamt sechs Ortsteile ("frazioni"): den Hauptort San Giovanni Battista (oft zu San Giovanni abgekürzt oder auch Stella genannt) sowie die Ortschaften Gameragna, Santa Giustina, San Martino und San Bernardo (diese zusammen werden auch „Cinque Stelle“, „die fünf Sterne“ genannt; ein fünfzackiger Stern schmückt auch das Gemeindewappen) sowie schließlich den sechsten  Ortsteil Teglia. Der Ortsteil San Bernardo wird häufig auch mit seiner zentralen Ortslage (località) Corona gleichgesetzt. Von der Provinzhauptstadt Savona ist Stella circa 13 Kilometer entfernt.
Nach der italienischen Klassifizierung bezüglich seismischer Aktivität wurde die Gemeinde der Zone 4 zugeordnet. Das bedeutet, dass sich Stella in einer seismisch inerten Zone befindet.

## Söhne und Töchter der Gemeinde
- Giovanni Battista (gen. Giobatta)[4] Parodi (1899–1995), katholischer Geistlicher, geboren in eine Familie von Kleinpächtern aus Sta. Giustina, ab 1937 Generalvikar und von 1948 bis 1974 Bischof der Diözese Savona-Noli[5]
- Sandro Pertini (1896–1990), Politiker, italienischer Staatspräsident 1978–1985